# Фестивальний провулок
Фестива́льний прову́лок — зниклий провулок, що існував у Московському районі (нині — Голосіївському) міста Києва, місцевість Пирогів. Пролягав від Бродівської вулиці до кінця забудови.

## Історія
Виник у 1-й половині ХХ століття як провулок без назви. Назву Фестивальний провулок отримав 1957 року. Ліквідований у 1-й половині 1980-х років у зв'язку з будівництвом промзони та частковим знесенням малоповерхової забудови (тоді ж було ліквідовано початкові частини вулиць Бродівської та Фестивальної).